# Basquetebol na Universíada de Verão de 2009

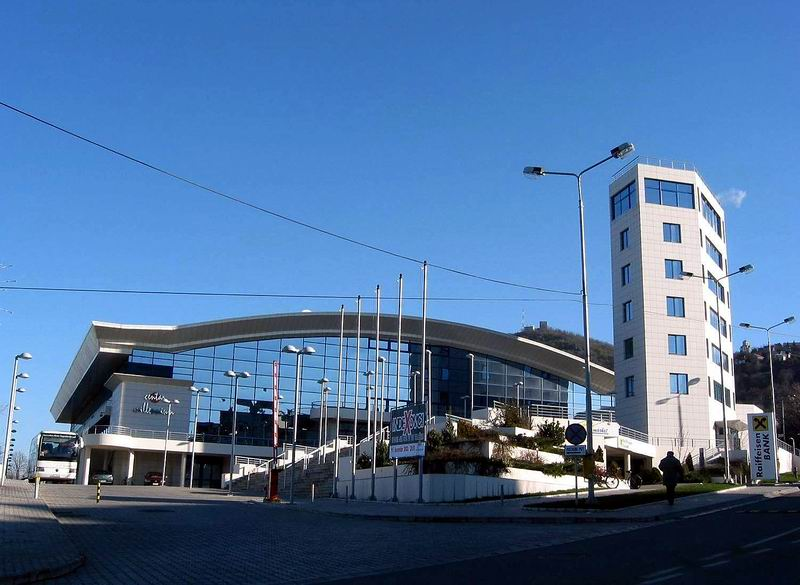
Millennium Center, Vršac.

O basquetebol na Universíada de Verão de 2009 foi disputado em cinco sedes (e quatro locais de treinamento) entre 1 e 12 de junho de 2009.

## Sedes

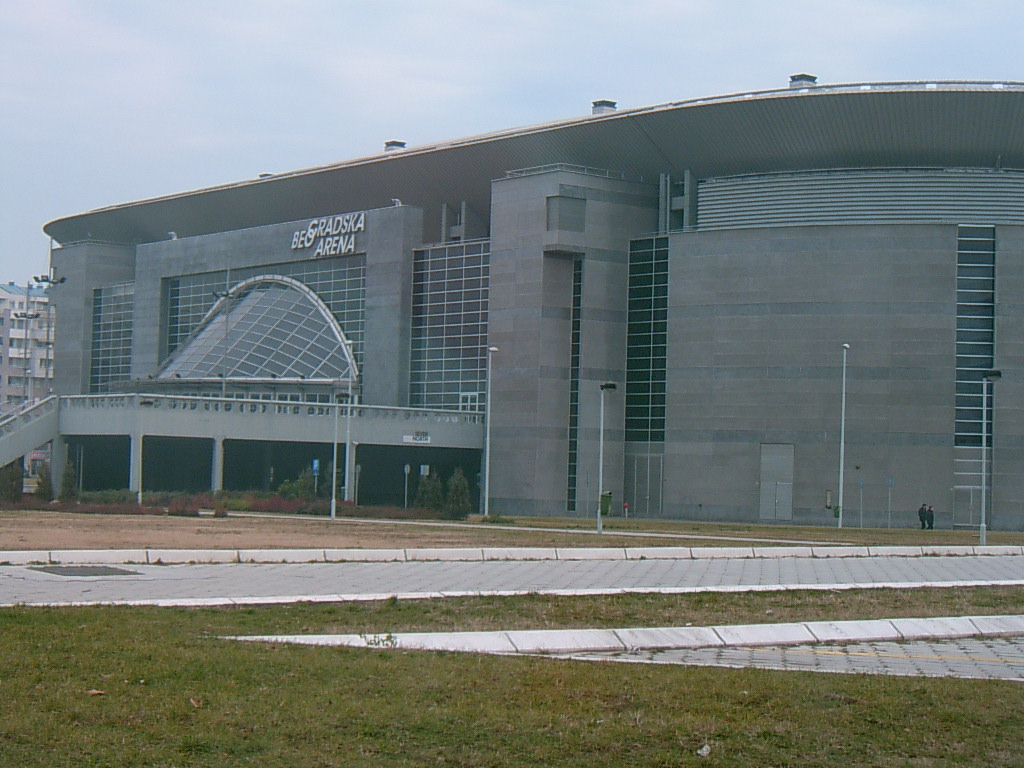
Beogradska Arena, Belgrado.

As sedes foram:
| Competição - Belgrado - Beogradska Arena - SC Šumice - SH FMP Železnik - Belgrade Hall of Sports - Vršac - Millennium Center | Treinamento - Belgrado - SH Basket City - SH FMP Basketland - SH Sport Eko - Pančevo - SH Pančevo J.J Zmaj |  |

## Calendário
| Basquetebol | Jun | Julho | Julho | Julho | Julho | Julho | Julho | Julho | Julho | Julho | Julho | Julho | Julho |
| Basquetebol | 30  | 1     | 2     | 3     | 4     | 5     | 6     | 7     | 8     | 9     | 10    | 11    | 12    |
| ----------- | --- | ----- | ----- | ----- | ----- | ----- | ----- | ----- | ----- | ----- | ----- | ----- | ----- |
| Masculino   |     |       |       |       |       |       |       |       |       |       |       | 1     |       |
| Feminino    |     |       |       |       |       |       |       |       |       |       |       | 1     |       |

|  | Dia de competição |  | Dia de final |

## Medalhistas
| Evento    | Ouro | Prata | Bronze |
| --------- | --- | --- | --- |
| Masculino | SRB Sérvia Nikola Koprivica Milan Macvan Nemanja Protic Nemanja Bjelica Marko Keselj Strahinja Milosevic Vukasin Aleksic Miroslav Raduljica Marko Simonovic Ivan Paunic Dejan Borovnjak Vladimir Stimac   | RUS Rússia Alexey Kotishevskiy Dmitriy Golovin Valeriy Lihodey Nikita Shabalkin Euvgeniy Voronov Artem Gorlanov Ivan Nelyubov Anatoliy Kashirov Alexey Zhukanenko Dramir Zibirov Roman Shapovalov Euvgeniy Kolesnikov    | USA Estados Unidos Talor Battle Corey Fisher Da'Sean Butler Robbie Hummel Evan Turner James Anderson Quincy Pondexter Lazar Hayward Craig Brackins Travor Booker Jarvis Varnado Deon Thompson |
| Feminino  | USA Estados Unidos Ashley Houts Alexis Gray-Lawson Danielle McCray Danielle Robinson Tiffany Hayes Maya Moore Jeanette Pohlen Kayla Pederson Tina Charles Jacinta Monroe Jantel Lavender Ta'Shia Phillips | RUS Rússia Evgenia Belyakova Ekaterina Lisina Tatiana Burik Maria Cherepanova Margarita Podlesnykh Svetlana Makhlina Maria Khrustaleva Tatiana Bokareva Maria Savina Elena Danilochkina Anastasia Gradova Olga Yakovleva | AUS Austrália Lauren Mansfield Chantella Perera Amy Lewis Sarah Graham Mia Newley Emma Langford Kiera Shiels Sally Potocki Alyce Shearing Elyse Penaluna Marianna Tolo Louella Tomlinson      |

## Masculino

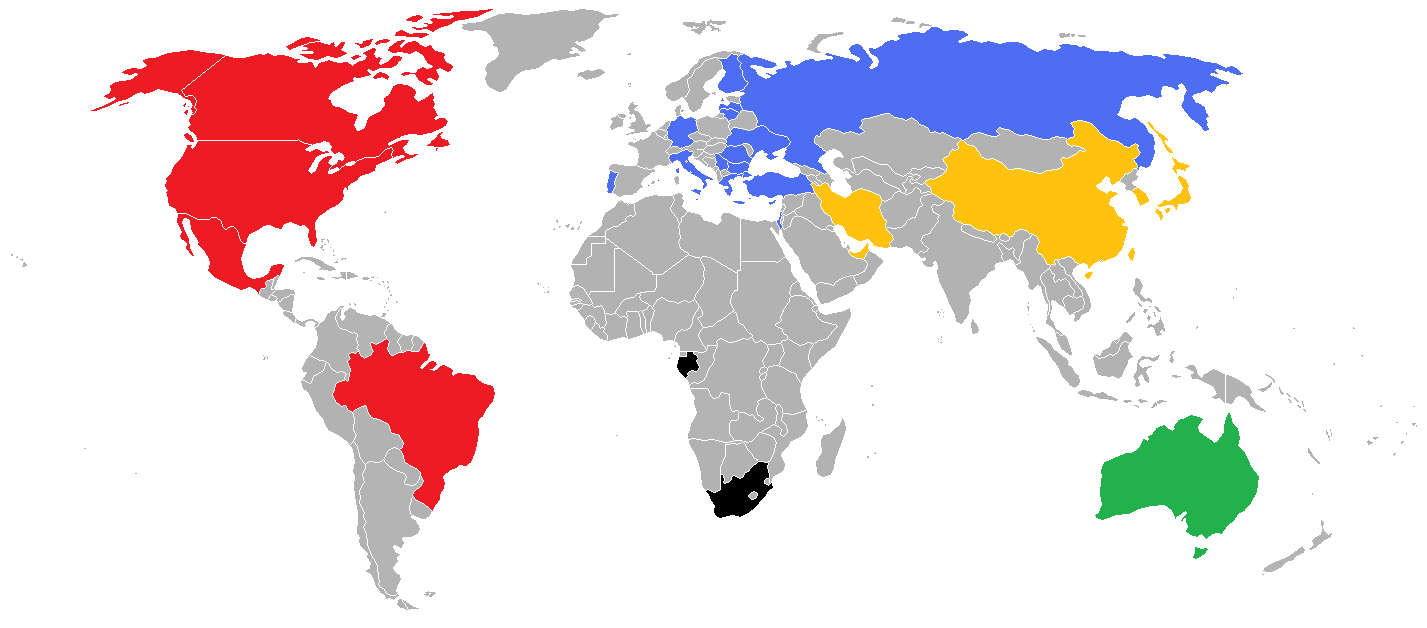
Equipes masculinas participantes.

Cada equipe de cada grupo jogou contra as outras equipes do seu grupo, todas contra todas. As duas melhores equipes de cada grupo foram reagrupadas em quatro grupos (grupos principais): os grupos A e H formaram o grupo I; B e G formaram o J; C e F formaram o K; e D e E formaram o L. Os últimos colocados de cada grupo foram reagrupados (grupos secundários): os grupos A, C e E formaram o grupo M, D, G e H formaram o grupo N, e os grupos B e F, o grupo O. Novamente jogaram todas contra todas dentro do grupo.

### Fase preliminar
| # |     | SRB   | GRE   | AUS   | J | V | D | PF  | PS  | Pts |
| - | --- | ----- | ----- | ----- | - | - | - | --- | --- | --- |
| 1 | SRB | –     | 81–50 | 84–66 | 2 | 2 | 0 | 165 | 116 | 4   |
| 2 | GRE | 50–81 | –     | 89–72 | 2 | 1 | 1 | 139 | 153 | 3   |
| 3 | AUS | 66–84 | 72–89 | –     | 2 | 0 | 2 | 132 | 173 | 2   |

| # |     | LTU    | ROU    | UAE    | MEX    | J | V | D | PF  | PS  | Pts |
| - | --- | ------ | ------ | ------ | ------ | - | - | - | --- | --- | --- |
| 1 | LTU | –      | 85–65  | 131–48 | 93–75  | 3 | 3 | 0 | 309 | 188 | 6   |
| 2 | ROU | 65–85  | –      | 116–53 | 78–73  | 3 | 2 | 1 | 259 | 211 | 5   |
| 3 | MEX | 75–93  | 73–78  | 130–54 | –      | 3 | 1 | 2 | 278 | 225 | 4   |
| 4 | UAE | 48–131 | 53–116 | –      | 54–130 | 3 | 0 | 3 | 155 | 377 | 3   |

| # |     | CAN    | ITA   | CHN    | J | V | D | PF  | PS  | Pts |
| - | --- | ------ | ----- | ------ | - | - | - | --- | --- | --- |
| 1 | CAN | –      | 89–80 | 100–83 | 2 | 2 | 0 | 189 | 163 | 4   |
| 2 | ITA | 80–89  | –     | 90–79  | 2 | 1 | 1 | 170 | 168 | 3   |
| 3 | CHN | 83–100 | 79–90 | –      | 2 | 0 | 2 | 162 | 190 | 2   |

| # |     | JPN    | UKR    | BUL    | J | V | D | PF  | PS  | Pts |
| - | --- | ------ | ------ | ------ | - | - | - | --- | --- | --- |
| 1 | BUL | 108–96 | 79–71  | –      | 2 | 2 | 0 | 187 | 167 | 4   |
| 2 | UKR | 104–74 | –      | 71–79  | 2 | 1 | 1 | 175 | 153 | 3   |
| 3 | JPN | –      | 74–104 | 96–108 | 2 | 0 | 2 | 170 | 212 | 2   |

| # |     | TUR   | POR   | IRI   | J | V | D | PF  | PS  | Pts |
| - | --- | ----- | ----- | ----- | - | - | - | --- | --- | --- |
| 1 | TUR | –     | 84–62 | 91–76 | 2 | 2 | 0 | 175 | 138 | 4   |
| 2 | POR | 62–84 | –     | 86–78 | 2 | 1 | 1 | 148 | 162 | 3   |
| 3 | IRI | 76–91 | 78–86 | –     | 2 | 0 | 2 | 154 | 177 | 2   |

| # |     | RUS   | ISR   | BRA   | GAB  | J | V | D | PF  | PS  | Pts |
| - | --- | ----- | ----- | ----- | ---- | - | - | - | --- | --- | --- |
| 1 | ISR | 81–55 | –     | 82–70 | 20–0 | 3 | 3 | 0 | 183 | 125 | 6   |
| 2 | RUS | –     | 55–81 | 99–62 | 20–0 | 3 | 2 | 1 | 174 | 143 | 5   |
| 3 | BRA | 62–99 | 70–82 | –     | 20–0 | 3 | 1 | 2 | 152 | 181 | 4   |
| 4 | GAB | 0–20  | 0–20  | 0–20  | –    | 3 | 0 | 3 | 0   | 60  | 3   |

| # |     | GER   | LAT    | RSA    | J | V | D | PF  | PS  | Pts |
| - | --- | ----- | ------ | ------ | - | - | - | --- | --- | --- |
| 1 | LAT | 80–76 | –      | 100–42 | 2 | 2 | 0 | 180 | 118 | 4   |
| 2 | GER | –     | 76–80  | 86–42  | 2 | 1 | 1 | 162 | 122 | 3   |
| 3 | RSA | 42–86 | 42–100 | –      | 2 | 0 | 2 | 84  | 186 | 2   |

| # |     | KOR    | FIN   | USA    | J | V | D | PF  | PS  | Pts |
| - | --- | ------ | ----- | ------ | - | - | - | --- | --- | --- |
| 1 | USA | 113–76 | 87–40 | –      | 2 | 2 | 0 | 200 | 116 | 4   |
| 2 | FIN | 90–75  | –     | 40–87  | 2 | 1 | 1 | 130 | 162 | 3   |
| 3 | KOR | –      | 75–90 | 76–113 | 2 | 0 | 2 | 151 | 203 | 2   |

### Segunda fase
Os resultados obtidos dentro dos grupos na primeira fase continuam sendo considerados para os grupos da segunda fase.

#### Grupos principais
| # |     | SRB   | USA    | GRE    | FIN   | J | V | D | PF  | PS  | Pts |
| - | --- | ----- | ------ | ------ | ----- | - | - | - | --- | --- | --- |
| 1 | USA | 68–66 | –      | 108–77 | 87–40 | 3 | 3 | 0 | 263 | 183 | 6   |
| 2 | SRB | –     | 66–68  | 81–50  | 82–70 | 3 | 2 | 1 | 229 | 188 | 5   |
| 3 | FIN | 70–82 | 40–87  | 70–66  | –     | 3 | 1 | 2 | 193 | 259 | 4   |
| 4 | GRE | 50–81 | 77–108 | –      | 66–70 | 3 | 0 | 3 | 193 | 259 | 3   |

| # |     | LTU   | LAT   | ROU   | GER   | J | V | D | PF  | PS  | Pts |
| - | --- | ----- | ----- | ----- | ----- | - | - | - | --- | --- | --- |
| 1 | LTU | –     | 84–64 | 85–65 | 76–75 | 3 | 3 | 0 | 245 | 204 | 6   |
| 2 | GER | 75–76 | 76–80 | 81–69 | –     | 3 | 1 | 2 | 232 | 225 | 4   |
| 3 | LAT | 64–84 | –     | 78–85 | 80–76 | 3 | 1 | 2 | 222 | 245 | 4   |
| 4 | ROU | 65–85 | 85–78 | –     | 69–81 | 2 | 1 | 2 | 219 | 244 | 4   |

| # |     | CAN   | ISR    | ITA    | RUS    | J | V | D | PF  | PS  | Pts |
| - | --- | ----- | ------ | ------ | ------ | - | - | - | --- | --- | --- |
| 1 | ISR | 89–81 | –      | 109–76 | 81–55  | 3 | 3 | 0 | 279 | 212 | 6   |
| 2 | RUS | 89–77 | 55–81  | 92–76  | –      | 3 | 2 | 1 | 236 | 234 | 5   |
| 3 | CAN | –     | 81–89  | 89–80  | 77–89  | 3 | 1 | 2 | 247 | 258 | 4   |
| 4 | ITA | 80–89 | 76–109 | –      | 76–9 2 | 3 | 0 | 3 | 232 | 290 | 3   |

| # |     | BUL   | TUR   | UKR   | POR   | J | V | D | PF  | PS  | Pts |
| - | --- | ----- | ----- | ----- | ----- | - | - | - | --- | --- | --- |
| 1 | TUR | 69–60 | –     | 63–61 | 84–62 | 3 | 3 | 0 | 216 | 183 | 6   |
| 2 | BUL | –     | 60–69 | 79–71 | 86–74 | 3 | 2 | 1 | 225 | 214 | 5   |
| 3 | UKR | 71–79 | 61–63 | –     | 90–69 | 3 | 1 | 2 | 222 | 211 | 4   |
| 4 | POR | 74–86 | 62–84 | 69–90 | –     | 3 | 0 | 3 | 205 | 260 | 3   |

#### Grupos secundários
| # |     | AUS   | CHN   | IRI   | J | V | D | PF  | PS  | Pts |
| - | --- | ----- | ----- | ----- | - | - | - | --- | --- | --- |
| 1 | AUS | –     | 85–79 | 88–80 | 2 | 2 | 0 | 173 | 159 | 4   |
| 2 | IRI | 80–88 | 91–80 | –     | 2 | 1 | 1 | 171 | 168 | 3   |
| 3 | CHN | 79–85 | –     | 80–91 | 2 | 0 | 2 | 159 | 176 | 2   |

| # |     | JPN    | RSA    | KOR    | J | V | D | PF  | PS  | Pts |
| - | --- | ------ | ------ | ------ | - | - | - | --- | --- | --- |
| 1 | JPN | –      | 107–61 | 97–77  | 2 | 2 | 0 | 204 | 138 | 4   |
| 2 | KOR | 77–97  | 105–72 | –      | 2 | 1 | 1 | 182 | 169 | 3   |
| 3 | RSA | 61–107 | –      | 72–105 | 2 | 0 | 2 | 133 | 212 | 2   |

Grupo O
| # |     | MEX    | BRA    | UAE    | J | V | D | PF  | PS  | Pts |
| - | --- | ------ | ------ | ------ | - | - | - | --- | --- | --- |
| 1 | BRA | 84–80  | –      | 107–49 | 2 | 2 | 0 | 191 | 129 | 4   |
| 2 | MEX | –      | 80–84  | 130–54 | 2 | 1 | 1 | 210 | 138 | 3   |
| 3 | UAE | 54–130 | 49–107 | –      | 2 | 0 | 2 | 103 | 237 | 2   |

### Fase final

#### Final
|  | Quartas-de-final   | Quartas-de-final   |            |                    | Semifinais                   | Semifinais                   |  |  | Disputa da medalha de ouro | Disputa da medalha de ouro |
|  |                    |                    |            |                    |                              |                              |  |  |                            |                            |
|  | Relatório          |                    |            |                    |                              |                              |  |  |                            |                            |
|  |                    |                    |            |                    |                              |                              |  |  |                            |                            |
|  | GER Alemanha       | 49                 |            |                    |                              |                              |  |  |                            |                            |
|  | GER Alemanha       | 49                 | Relatório  |                    |                              |                              |  |  |                            |                            |
|  | ISR Israel         | 66                 |            |                    |                              |                              |  |  |                            |                            |
|  | ISR Israel         | 66                 | ISR Israel | 56                 |                              |                              |  |  |                            |                            |
|  | Relatório          |                    | ISR Israel | 56                 |                              |                              |  |  |                            |                            |
|  |                    | SRB Sérvia         | 82         |                    |                              |                              |  |  |                            |                            |
|  | SRB Sérvia         | SRB Sérvia         | 82         | 68                 |                              |                              |  |  |                            |                            |
|  | SRB Sérvia         |                    | Relatório  | 68                 |                              |                              |  |  |                            |                            |
|  | TUR Turquia        | 46                 |            |                    |                              |                              |  |  |                            |                            |
|  | TUR Turquia        | 46                 | SRB Sérvia | 73                 |                              |                              |  |  |                            |                            |
|  | Relatório          |                    | SRB Sérvia | 73                 |                              |                              |  |  |                            |                            |
|  |                    | RUS Rússia         | 51         |                    |                              |                              |  |  |                            |                            |
|  | RUS Rússia         | RUS Rússia         | 51         | 82                 |                              |                              |  |  |                            |                            |
|  | RUS Rússia         | Relatório          |            | 82                 |                              |                              |  |  |                            |                            |
|  | LTU Lituânia       | 73                 |            |                    |                              |                              |  |  |                            |                            |
|  | LTU Lituânia       | 73                 | RUS Rússia | 69                 | Disputa da medalha de bronze | Disputa da medalha de bronze |  |  |                            |                            |
|  | Relatório          |                    | RUS Rússia | 69                 | Disputa da medalha de bronze | Disputa da medalha de bronze |  |  |                            |                            |
|  |                    | USA Estados Unidos | 68         |                    |                              |                              |  |  |                            |                            |
|  | USA Estados Unidos | USA Estados Unidos | 68         | 96                 | ISR Israel                   | 80                           |  |  |                            |                            |
|  | USA Estados Unidos |                    |            | 96                 | ISR Israel                   | 80                           |  |  |                            |                            |
|  | BUL Bulgária       | 66                 |            | USA Estados Unidos | 91                           |                              |  |  |                            |                            |
|  | BUL Bulgária       | 66                 |            |                    | 91                           |                              |  |  |                            |                            |
|  |                    |                    |            |                    |                              |                              |  |  | Relatório                  |                            |
|  |                    |                    |            |                    |                              |                              |  |  |                            |                            |

#### Disputa do 5º ao 8º lugar
|  | Semifinais   | Semifinais   |     |              | Disputa do 5º e 6º lugar | Disputa do 5º e 6º lugar |  |
|  |              |              |     |              |                          |                          |  |
|  | Relatório    |              |     |              |                          |                          |  |
|  | GER Alemanha | 63           |     |              |                          |                          |  |
|  | TUR Turquia  | 67           |     |              |                          |                          |  |
|  |              |              |     |              |                          |                          |  |
|  |              |              |     |              | Relatório                |                          |  |
|  |              |              |     |              | TUR Turquia              | 87                       |  |
|  |              | LTU Lituânia | 107 |              |                          |                          |  |
|  |              |              |     |              |                          |                          |  |
|  |              |              |     |              |                          |                          |  |
|  |              |              |     |              | Disputa do 7º e 8º lugar |                          |  |
|  | Relatório    | Relatório    |     | Relatório    | Relatório                |                          |  |
|  | LTU Lituânia | 89           |     | GER Alemanha | 72                       |                          |  |
|  | BUL Bulgária | 88           |     |              | BUL Bulgária             | 77                       |  |

#### Disputa do 9º ao 12º lugar
|  | Semifinais    | Semifinais |    |             | Disputa do 9º e 10º lugar  | Disputa do 9º e 10º lugar |  |
|  |               |            |    |             |                            |                           |  |
|  | Relatório     |            |    |             |                            |                           |  |
|  | FIN Finlândia | 67         |    |             |                            |                           |  |
|  | UKR Ucrânia   | 62         |    |             |                            |                           |  |
|  |               |            |    |             |                            |                           |  |
|  |               |            |    |             | Relatório                  |                           |  |
|  |               |            |    |             | FIN Finlândia              | 63                        |  |
|  |               | CAN Canadá | 88 |             |                            |                           |  |
|  |               |            |    |             |                            |                           |  |
|  |               |            |    |             |                            |                           |  |
|  |               |            |    |             | Disputa do 11º e 12º lugar |                           |  |
|  | Relatório     | Relatório  |    | Relatório   | Relatório                  |                           |  |
|  | LAT Letônia   | 83         |    | UKR Ucrânia | 79                         |                           |  |
|  | CAN Canadá    | 93         |    |             | LAT Letônia                | 76                        |  |

#### Disputa do 13º ao 16º lugar
|  | Semifinais   | Semifinais  |    |              | Disputa do 13º e 14º lugar | Disputa do 13º e 14º lugar |  |
|  |              |             |    |              |                            |                            |  |
|  | Relatório    |             |    |              |                            |                            |  |
|  | GRE Grécia   | 85          |    |              |                            |                            |  |
|  | POR Portugal | 76          |    |              |                            |                            |  |
|  |              |             |    |              |                            |                            |  |
|  |              |             |    |              | Relatório                  |                            |  |
|  |              |             |    |              | GRE Grécia                 | 82                         |  |
|  |              | ROU Romênia | 88 |              |                            |                            |  |
|  |              |             |    |              |                            |                            |  |
|  |              |             |    |              |                            |                            |  |
|  |              |             |    |              | Disputa do 15º e 16º lugar |                            |  |
|  | Relatório    | Relatório   |    | Relatório    | Relatório                  |                            |  |
|  | ROU Romênia  | 90          |    | POR Portugal | 67                         |                            |  |
|  | ITA Itália   | 88          |    |              | ITA Itália                 | 82                         |  |

#### Disputa do 17º ao 25º lugar
| # |     | AUS    | JPN    | BRA   | J | V | D | PF  | PS  | Pts |
| - | --- | ------ | ------ | ----- | - | - | - | --- | --- | --- |
| 1 | AUS | –      | 106–97 | 79–78 | 2 | 2 | 0 | 185 | 175 | 4   |
| 2 | BRA | 78–79  | 98–92  | –     | 2 | 1 | 1 | 176 | 171 | 3   |
| 3 | JPN | 97–106 | –      | 92–98 | 2 | 0 | 2 | 189 | 204 | 2   |

| # |     | IRI   | KOR    | MEX    | J | V | D | PF  | PS  | Pts |
| - | --- | ----- | ------ | ------ | - | - | - | --- | --- | --- |
| 1 | MEX | 74–62 | 118–87 | –      | 2 | 2 | 0 | 192 | 149 | 4   |
| 2 | IRI | –     | 93–86  | 62–74  | 2 | 1 | 1 | 155 | 160 | 3   |
| 3 | KOR | 86–93 | –      | 87–118 | 2 | 0 | 2 | 173 | 211 | 2   |

Disputa do 23º ao 25º lugar
| # |     | CHN    | RSA    | UAE   | J | V | D | PF  | PS  | Pts |
| - | --- | ------ | ------ | ----- | - | - | - | --- | --- | --- |
| 1 | CHN | –      | 106–70 | 99–67 | 2 | 2 | 0 | 205 | 137 | 4   |
| 2 | UAE | 67–99  | 83–82  | –     | 2 | 1 | 1 | 150 | 181 | 3   |
| 3 | RSA | 70–106 | –      | 82–83 | 2 | 0 | 2 | 188 | 153 | 2   |

### Classificação final
| Pos.    | Equipe                     |
| ------- | -------------------------- |
| Ouro.   | SRB Sérvia                 |
| Prata.  | RUS Rússia                 |
| Bronze. | USA Estados Unidos         |
| 4       | ISR Israel                 |
| 5       | LTU Lituânia               |
| 6       | TUR Turquia                |
| 7       | BUL Bulgária               |
| 8       | GER Alemanha               |
| 9       | CAN Canadá                 |
| 10      | FIN Finlândia              |
| 11      | UKR Ucrânia                |
| 12      | LAT Letônia                |
| 13      | ROU Romênia                |
| 14      | GRE Grécia                 |
| 15      | ITA Itália                 |
| 16      | POR Portugal               |
| 17      | AUS Austrália              |
| 18      | BRA Brasil                 |
| 19      | JPN Japão                  |
| 20      | MEX México                 |
| 21      | IRI Irã                    |
| 22      | KOR Coreia do Sul          |
| 23      | CHN China                  |
| 24      | UAE Emirados Árabes Unidos |
| 25      | RSA África do Sul          |

## Feminino

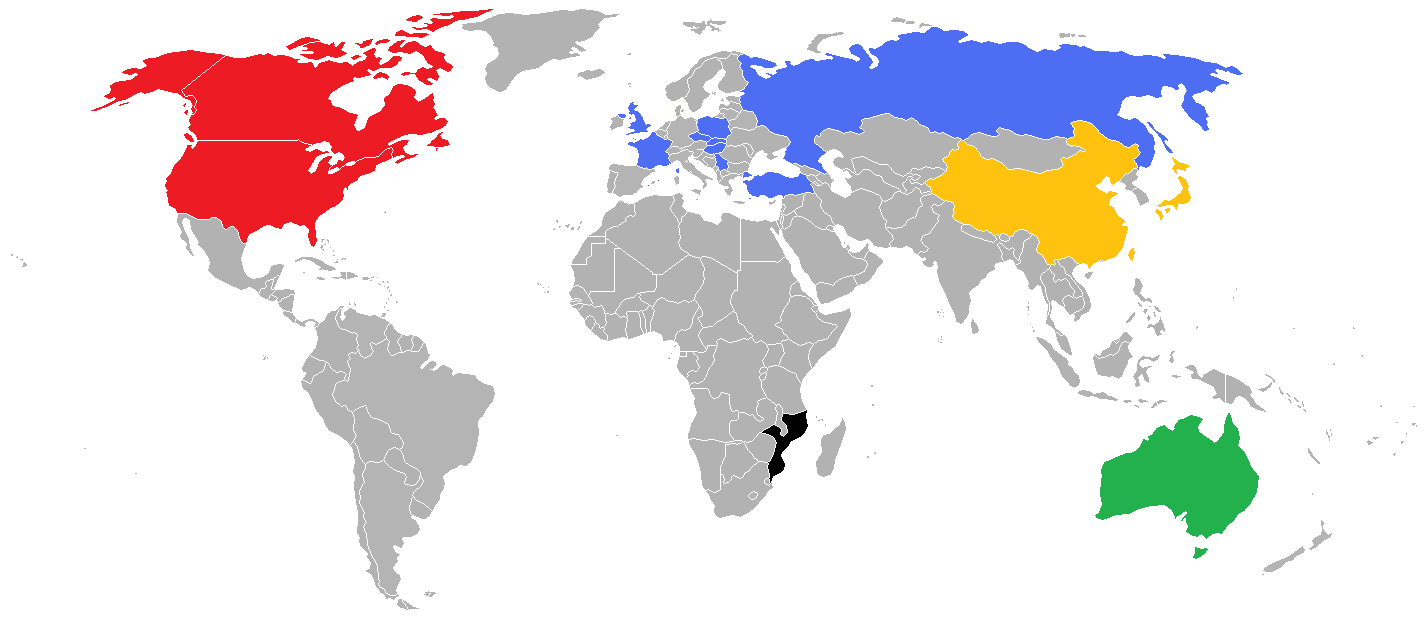
Equipes femininas participantes.

Cada equipe de cada grupo jogou contra as outras equipes do seu grupo, todas contra todas. As duas melhores equipes de cada grupo foram reagrupadas em dois grupos (grupos principais): os grupos A e B formaram o grupo E, enquanto os grupos C e D formaram o grupo F. Os últimos colocados de cada grupo foram reagrupados (grupos secundários): os grupos A e B formaram o grupo G e os grupos C e D, o grupo H. Novamente jogaram todas contra todas dentro do grupo.

### Fase preliminar
| # |     | SRB   | USA    | FRA    | GBR   | J | V | D | PF  | PS  | Pts |
| - | --- | ----- | ------ | ------ | ----- | - | - | - | --- | --- | --- |
| 1 | USA | 84–50 | –      | 115–30 | 93–59 | 3 | 3 | 0 | 292 | 139 | 6   |
| 2 | GBR | 76–67 | 59–93  | 80–56  | –     | 3 | 2 | 1 | 215 | 216 | 5   |
| 3 | SRB | –     | 50–84  | 96–54  | 67–76 | 3 | 1 | 2 | 213 | 214 | 4   |
| 4 | FRA | 54–96 | 30–115 | –      | 56–80 | 3 | 0 | 3 | 140 | 291 | 3   |

| # |     | AUS    | CAN   | SVK   | JPN    | J | V | D | PF  | PS  | Pts |
| - | --- | ------ | ----- | ----- | ------ | - | - | - | --- | --- | --- |
| 1 | AUS | –      | 80–50 | 73–63 | 112–69 | 3 | 3 | 0 | 265 | 182 | 6   |
| 2 | SVK | 63–73  | 85–79 | –     | 90–88  | 3 | 2 | 1 | 238 | 240 | 5   |
| 3 | JPN | 69–112 | 90–78 | 88–90 | –      | 3 | 1 | 2 | 247 | 280 | 4   |
| 4 | CAN | 50–80  | –     | 79–85 | 78–90  | 3 | 0 | 3 | 207 | 255 | 3   |

| # |     | RUS    | TPE   | HUN   | MOZ    | J | V | D | PF  | PS  | Pts |
| - | --- | ------ | ----- | ----- | ------ | - | - | - | --- | --- | --- |
| 1 | RUS | –      | 75–43 | 82–60 | 105–52 | 3 | 3 | 0 | 262 | 155 | 6   |
| 2 | TPE | 43–75  | –     | 73–64 | 73–62  | 3 | 2 | 1 | 189 | 201 | 5   |
| 3 | HUN | 60–82  | 64–73 | –     | 84–50  | 3 | 1 | 2 | 208 | 205 | 4   |
| 4 | MOZ | 52–105 | 62–73 | 50–84 | –      | 3 | 0 | 3 | 164 | 262 | 3   |

| # |     | POL   | CZE    | TUR    | CHN    | J | V | D | PF  | PS  | Pts |
| - | --- | ----- | ------ | ------ | ------ | - | - | - | --- | --- | --- |
| 1 | CZE | 84–71 | –      | 107–55 | 101–71 | 3 | 3 | 0 | 292 | 197 | 6   |
| 2 | POL | –     | 71–84  | 80–74  | 83–73  | 3 | 2 | 1 | 234 | 231 | 5   |
| 3 | CHN | 73–83 | 71–101 | 83–55  | –      | 3 | 1 | 2 | 227 | 239 | 4   |
| 4 | TUR | 74–80 | 55–107 | –      | 55–83  | 3 | 0 | 3 | 184 | 270 | 3   |

### Segunda fase
Os resultados obtidos dentro dos grupos na primeira fase continuam sendo considerados para os grupos da segunda fase.

#### Grupos principais
| # |     | USA    | CZE    | GBR   | POL   | J | V | D | PF  | PS  | Pts |
| - | --- | ------ | ------ | ----- | ----- | - | - | - | --- | --- | --- |
| 1 | USA | –      | 115–78 | 93–59 | 75–67 | 3 | 3 | 0 | 283 | 204 | 6   |
| 2 | CZE | 78–115 | –      | 89–83 | 84–71 | 3 | 2 | 1 | 251 | 269 | 5   |
| 3 | POL | 67–75  | 71–84  | 74–64 | –     | 3 | 1 | 2 | 212 | 238 | 4   |
| 4 | GBR | 59–93  | 83–89  | –     | 64–74 | 3 | 0 | 3 | 206 | 256 | 3   |

| # |     | AUS   | RUS   | SVK   | TPE   | J | V | D | PF  | PS  | Pts |
| - | --- | ----- | ----- | ----- | ----- | - | - | - | --- | --- | --- |
| 1 | RUS | 86–72 | –     | 79–36 | 75–43 | 3 | 3 | 0 | 240 | 151 | 6   |
| 2 | AUS | –     | 72–86 | 73–63 | 79–67 | 3 | 2 | 1 | 224 | 216 | 5   |
| 3 | TPE | 67–79 | 43–75 | 75–65 | –     | 3 | 1 | 2 | 185 | 219 | 4   |
| 4 | SVK | 63–73 | 36–79 | –     | 65–75 | 3 | 0 | 3 | 164 | 227 | 3   |

#### Grupos secundários
| # |     | SRB   | CHN   | FRA   | TUR   | J | V | D | PF  | PS  | Pts |
| - | --- | ----- | ----- | ----- | ----- | - | - | - | --- | --- | --- |
| 1 | SRB | –     | 79–62 | 96–54 | 76–85 | 3 | 2 | 1 | 251 | 201 | 5   |
| 2 | CHN | 62–79 | –     | 91–78 | 83–55 | 3 | 2 | 1 | 236 | 212 | 5   |
| 3 | FRA | 54–96 | 78–91 | –     | 83–74 | 3 | 1 | 2 | 215 | 261 | 4   |
| 4 | TUR | 85–76 | 55–83 | 74–83 | –     | 3 | 1 | 2 | 214 | 242 | 4   |

| # |     | JPN   | HUN   | CAN   | MOZ   | J | V | D | PF  | PS  | Pts |
| - | --- | ----- | ----- | ----- | ----- | - | - | - | --- | --- | --- |
| 1 | HUN | 95–94 | –     | 81–79 | 84–50 | 3 | 3 | 0 | 260 | 223 | 6   |
| 2 | JPN | –     | 94–95 | 90–78 | 97–86 | 3 | 2 | 1 | 281 | 259 | 5   |
| 3 | CAN | 78–90 | 79–81 | –     | 76–58 | 3 | 1 | 2 | 233 | 229 | 4   |
| 4 | MOZ | 86–97 | 50–84 | 58–76 | –     | 3 | 0 | 3 | 194 | 257 | 3   |

### Fase final

#### Final
|  | Semifinais         | Semifinais |    |               | Disputa da medalha de ouro   | Disputa da medalha de ouro |  |
|  |                    |            |    |               |                              |                            |  |
|  | Relatório          |            |    |               |                              |                            |  |
|  | USA Estados Unidos | 81         |    |               |                              |                            |  |
|  | AUS Austrália      | 66         |    |               |                              |                            |  |
|  |                    |            |    |               |                              |                            |  |
|  |                    |            |    |               | Relatório                    |                            |  |
|  |                    |            |    |               | USA Estados Unidos           | 83                         |  |
|  |                    | RUS Rússia | 64 |               |                              |                            |  |
|  |                    |            |    |               |                              |                            |  |
|  |                    |            |    |               |                              |                            |  |
|  |                    |            |    |               | Disputa da medalha de bronze |                            |  |
|  | Relatório          | Relatório  |    | Relatório     | Relatório                    |                            |  |
|  | CZE Chéquia        | 64         |    | AUS Austrália | 88                           |                            |  |
|  | RUS Rússia         | 107        |    |               | CZE Chéquia                  | 77                         |  |

#### Disputa do 5º ao 8º lugar
|  | Semifinais       | Semifinais       |    |                | Disputa do 5º e 6º lugar | Disputa do 5º e 6º lugar |  |
|  |                  |                  |    |                |                          |                          |  |
|  | Relatório        |                  |    |                |                          |                          |  |
|  | POL Polônia      | 75               |    |                |                          |                          |  |
|  | SVK Eslováquia   | 65               |    |                |                          |                          |  |
|  |                  |                  |    |                |                          |                          |  |
|  |                  |                  |    |                | Relatório                |                          |  |
|  |                  |                  |    |                | POL Polônia              | 79                       |  |
|  |                  | GBR Grã-Bretanha | 74 |                |                          |                          |  |
|  |                  |                  |    |                |                          |                          |  |
|  |                  |                  |    |                |                          |                          |  |
|  |                  |                  |    |                | Disputa do 7º e 8º lugar |                          |  |
|  | Relatório        | Relatório        |    | Relatório      | Relatório                |                          |  |
|  | GBR Grã-Bretanha | 94               |    | SVK Eslováquia | 76                       |                          |  |
|  | TPE Taipé Chinês | 74               |    |                | TPE Taipé Chinês         | 79                       |  |

#### Disputa do 9º ao 12º lugar
|  | Semifinais  | Semifinais |    |            | Disputa do 9º e 10º lugar  | Disputa do 9º e 10º lugar |  |
|  |             |            |    |            |                            |                           |  |
|  | Relatório   |            |    |            |                            |                           |  |
|  | SRB Sérvia  | 96         |    |            |                            |                           |  |
|  | JPN Japão   | 124        |    |            |                            |                           |  |
|  |             |            |    |            |                            |                           |  |
|  |             |            |    |            | Relatório                  |                           |  |
|  |             |            |    |            | JPN Japão                  | 91                        |  |
|  |             | CHN China  | 86 |            |                            |                           |  |
|  |             |            |    |            |                            |                           |  |
|  |             |            |    |            |                            |                           |  |
|  |             |            |    |            | Disputa do 11º e 12º lugar |                           |  |
|  | Relatório   | Relatório  |    | Relatório  | Relatório                  |                           |  |
|  | CHN China   | 76         |    | SRB Sérvia | 81                         |                           |  |
|  | HUN Hungria | 64         |    |            | HUN Hungria                | 67                        |  |

#### Disputa do 13º ao 16º lugar
|  | Semifinais     | Semifinais  |    |                | Disputa do 13º e 14º lugar | Disputa do 13º e 14º lugar |  |
|  |                |             |    |                |                            |                            |  |
|  | Relatório      |             |    |                |                            |                            |  |
|  | FRA França     | 75          |    |                |                            |                            |  |
|  | MOZ Moçambique | 64          |    |                |                            |                            |  |
|  |                |             |    |                |                            |                            |  |
|  |                |             |    |                | Relatório                  |                            |  |
|  |                |             |    |                | FRA França                 | 58                         |  |
|  |                | TUR Turquia | 69 |                |                            |                            |  |
|  |                |             |    |                |                            |                            |  |
|  |                |             |    |                |                            |                            |  |
|  |                |             |    |                | Disputa do 15º e 16º lugar |                            |  |
|  | Relatório      | Relatório   |    | Relatório      | Relatório                  |                            |  |
|  | TUR Turquia    | 104         |    | MOZ Moçambique | 65                         |                            |  |
|  | CAN Canadá     | 81          |    |                | CAN Canadá                 | 83                         |  |

### Classificação final
| Pos.    | Equipe             |
| ------- | ------------------ |
| Ouro.   | USA Estados Unidos |
| Prata.  | RUS Rússia         |
| Bronze. | AUS Austrália      |
| 4       | CZE Chéquia        |
| 5       | POL Polônia        |
| 6       | GBR Grã-Bretanha   |
| 7       | TPE Taipé Chinês   |
| 8       | SVK Eslováquia     |
| 9       | JPN Japão          |
| 10      | CHN China          |
| 11      | SRB Sérvia         |
| 12      | HUN Hungria        |
| 13      | TUR Turquia        |
| 14      | FRA França         |
| 15      | CAN Canadá         |
| 16      | MOZ Moçambique     |

## Quadro de medalhas
| Ordem | País               | Medalha de ouro | Medalha de prata | Medalha de bronze |   |
| ----- | ------------------ | --------------- | ---------------- | ----------------- | - |
| 1     | USA Estados Unidos | 1               |                  | 1                 | 2 |
| 2     | SRB Sérvia         | 1               |                  |                   | 1 |
| 3     | RUS Rússia         |                 | 2                |                   | 2 |
| 4     | AUS Austrália      |                 |                  | 1                 | 1 |
| TOTAL | TOTAL              | 2               | 2                | 2                 | 6 |